# Dolby TrueHD
Dolby TrueHD — розширений формат багатоканального аудіо без втрат, розроблена Dolby Laboratories по алгоритму Meridian Lossless Packing (MLP).
Намір авторів було використовувати кодек для високоякісних домашніх мультимедійних систем, на підставі сигналу, що надходить з джерела дисків Blu-Ray і HD DVD. Він є наступником AC-3, який був стандартом для запису звуку на DVD.
Це дозволяє записувати до 8 каналів (7.1) аудіо на 96 кГц і 24 біт. Для 6-канальної акустичної системи (5.1) дозволяє записувати з якістю 192 кГц і 24 біт.
Пошук доступних фільмів у форматі Dolby TrueHD на дисках Blu-ray показав, що на сьогодні можна знайти тільки половинної якості: 6 каналів з частотою дискретизації 96 кГц і глибиною 24 біт (що відповідає нестиснутому потоку 13,5 Мбіт/с і стиснутому 9 Мбіт/с).